# Foire de Belgrade

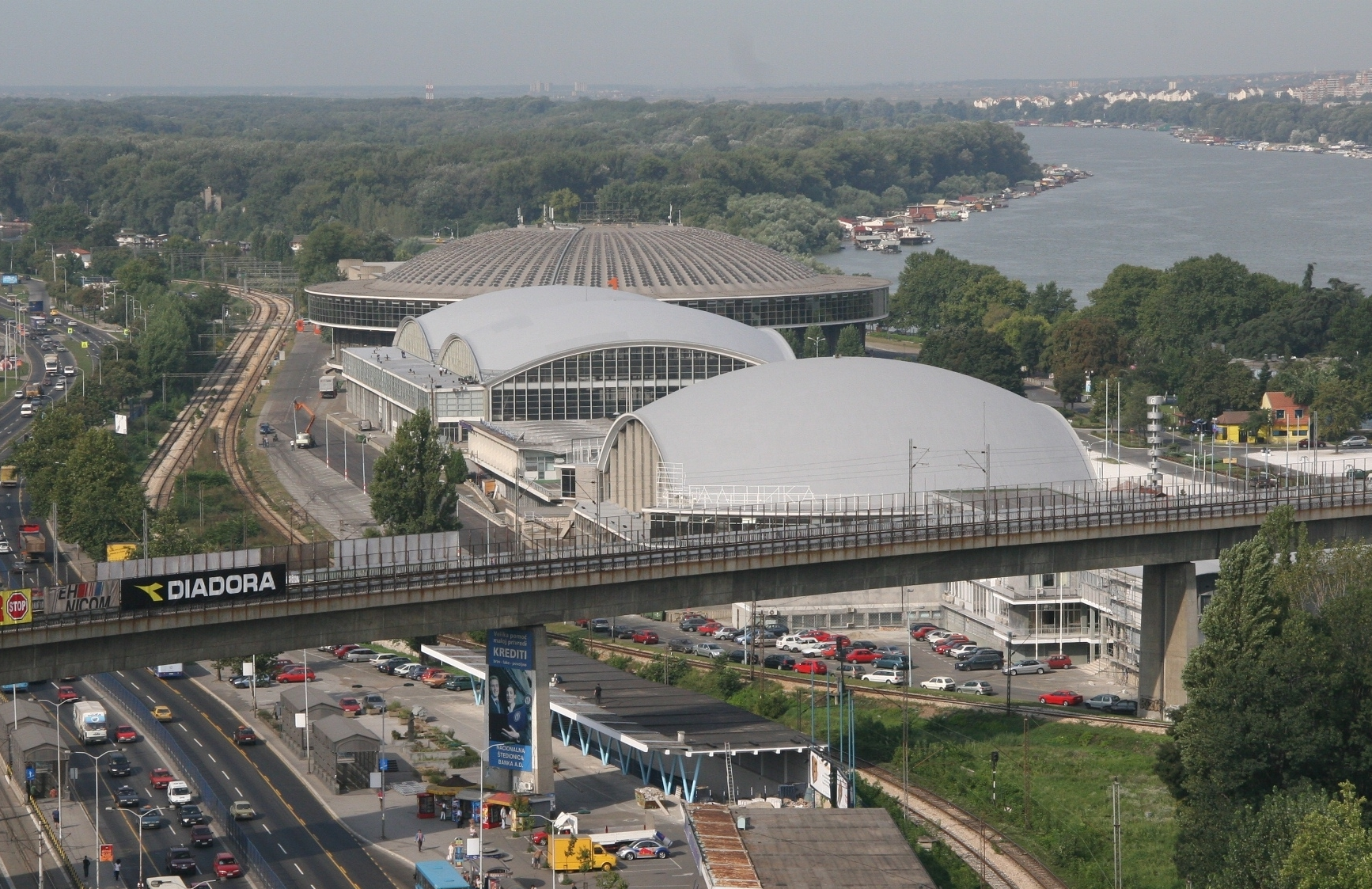
La Foire de Belgrade

La Foire de Belgrade (en serbe cyrillique : Београдски сајам ; en serbe latin : Beogradski Sajam) constitue un vaste ensemble de trois dômes et d'une douzaine de halls plus petits situés dans la capitale de la Serbie. Le site est implanté dans la municipalité de Savski Venac, sur la rive de la Save. La foire de Belgrade est souvent désignée par le terme simple de « sajam », la « foire ».

## Localisation

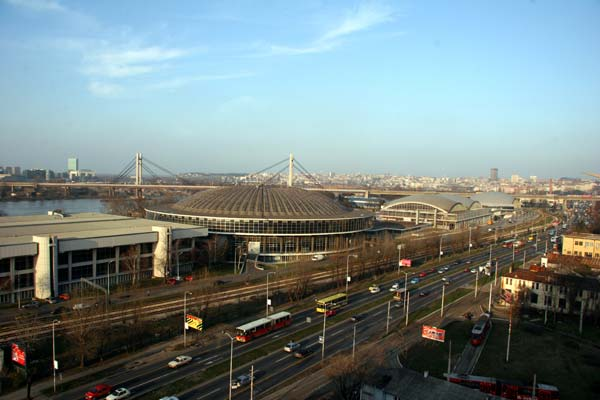
Le site de la foire de Belgrade

Sajam est située sur la rive droite de la Save, aux pieds du Topčidersko brdo et dans le quartier de Senjak. la Topčiderska reka se jette dans la Save, dans la baie de Čukarica, juste au sud de l'ensemble constitué par la foire. Le faubourg moderne de Novi Beograd et la péninsule de Mala Ciganlija se trouvent au-delà de la rivière.

## Histoire
En 1938, le complexe de la foire a été édifié au-delà de la Save dans le quartier de Sajmište. Il a été reconstruit à son emplacement actuel en 1957, sur des plans conçus par les architectes Branko Žeželj et Milorad Pantović. Depuis cette époque, Sajmište a été appelé Staro Sajmište, l'« ancienne foire ».

## Transports

Carte de l'échangeur de Mostar (partie est)

Le secteur de la foire est desservi par de nombreuses lignes de transports. La zone est entourée par des lignes et des ponts ferroviaires reliant les parties anciennes et les quartiers des plus récents de la capitale serbe. L'ancien pont de la Save, au nord, et le nouveau pont ferroviaire enjambent les installations de la foire. Le Bulevar Vojvoda Mišić, qui passe à proximité de la foire, relie les installations aux quartiers de Banovo brdo, Čukarica, Žarkovo, Košutnjak et Topčider, ce qui en fait l'une des artères les plus fréquentées de la capitale serbe. Au nord de la foire se trouvent une autoroute et l'un des plus importants échangeurs de la ville, celui de Mostarska petlja, ainsi que le pont de Gazela qui traverse la Save. En outre, plusieurs lignes de tramway passent dans le boulevard, ainsi qu'une ligne de tramway qui, traversant la capitale, relie la forteresse de Kalemgdan et Senjak.

## Caractéristiques

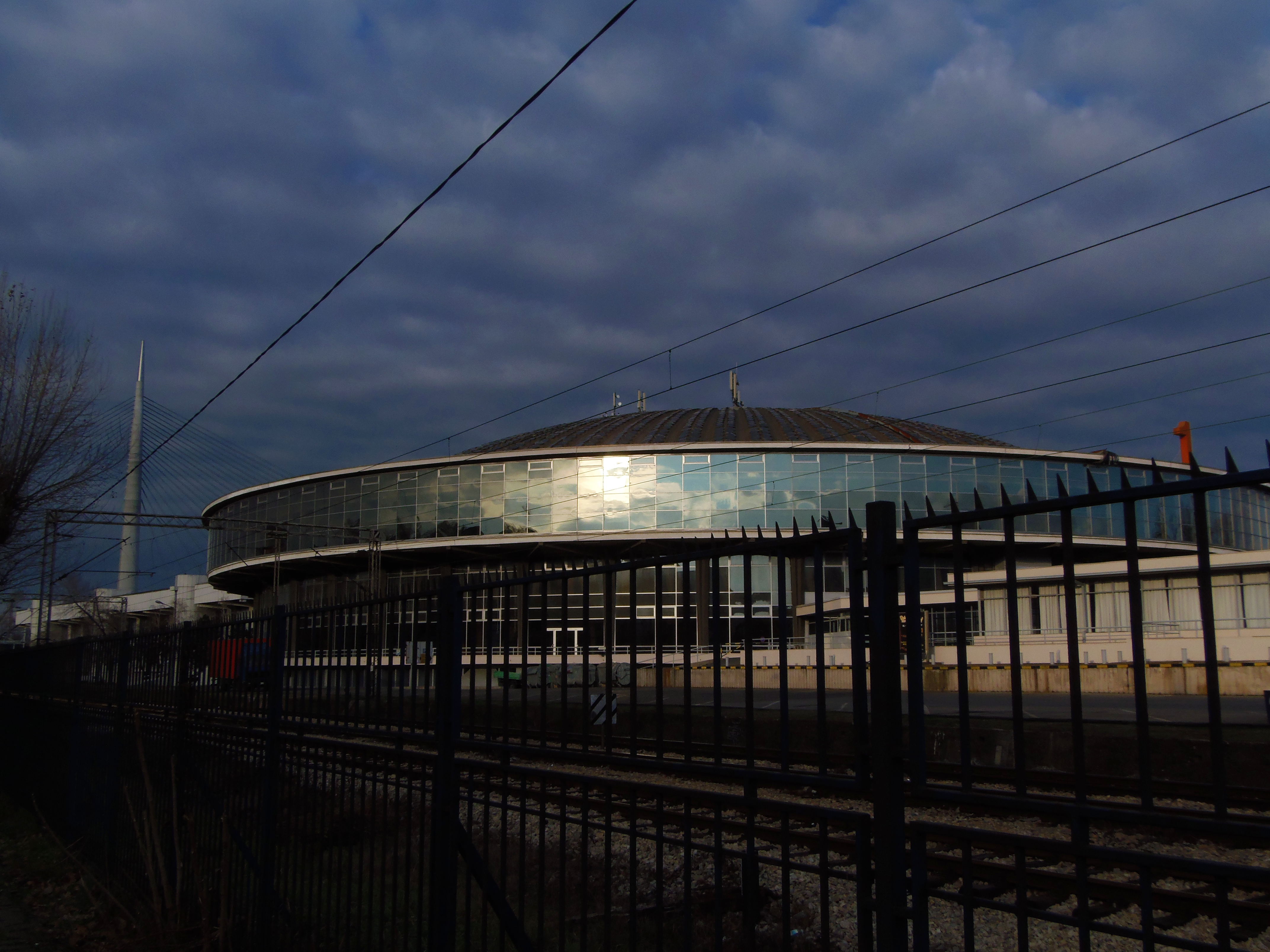
Autre vue de la Foire de Belgrade (Foire du livre)

La Foire de Belgrade est l'une des plus importantes manifestations de son genre en Serbie. L'ensemble s'étend sur 24 hectares et est constitué de 14 halls. Trois grands bâtiments, numérotés de 1 à 3, dominent le site, dont le Hall 1, ouvert en 1957, qui fut, jusqu'en 1965, le plus grand dôme d'Europe[réf. nécessaire].
Chaque année, la Foire de Belgrade accueille plus de 30 foires internationales. Plus de 5 000 entreprises y exposent et plus de 1,5 million de visiteurs la fréquentent. Nombre de ces manifestations sont membres d'organisations internationales, comme la Foire internationale de la technique et des progrès techniques, la Foire internationale de l'habillement World Fashion, la foire aux meubles, à l'équipement et à la décoration d'intérieur ou la SEEBBE qui sont membres de la UFI, l'Union des foires internationales dont le siège est à Paris. Le Salon international de l'automobile est un des dix-huit centres de présentation de l'industrie automobile en Europe patronnés par l'Organisation internationale des constructeurs automobiles (OICA). Depuis 2001, la Foire de Belgrade est membre de la CEFA (Association des foires d'Europe centrale) et depuis 2003, la Foire du tourisme de la capitale serbe est membre de ETTFA[réf. nécessaire].
En plus de ces manifestations régulières, les dômes de la Foire de Belgrade abritent de nombreuses expositions, des concerts ou encore des congrès. Parmi les concerts, on peut citer ceux donnés dans le hall 1 par Bijelo Dugme (1983), Eric Clapton (1984), Alice Cooper (1990), Iggy Pop (1991), R'n'R Zauvek (1994), Kiss (1997), Riblja Čorba (2000), Aca Lukas (2002), Deep Purple (2003), R.E.M. (2005), le Vybe Festival (2005), avec Faithless, Thievery Corporation, Darkwood Dub, E-Play, Vrooom, Jon DaSilva, X-Press 2, GusGus, DJ Marko Nastić, DJ Dejan Milićević), avec Jamiroquai (2005), Duran Duran (2006) ou encore Iron Maiden (2007)[réf. nécessaire].

## Calendrier des manifestations régulières
Le calendrier des manifestations de la Foire de Belgrade est le suivant :
|    | Manifestation | Mois             |
| -- | --- | ---------------- |
| 1  | Foire internationale des marques | février          |
| 2  | Salon nautique international | février          |
| 3  | Congrès international et foire des cosmétiques, des solariums, des équipements, du bien-être, des spas et des soins pour les cheveux ''Touche de Paris'' | février          |
| 4  | Expo sud-européenne du jeu | février          |
| 5  | Foire-exposition pour la gestion des terres, la géo-information, l'industrie du bâtiment et l'environnement                                              | février          |
| 6  | Salon du tourisme | février          |
| 7  | Foire aux vins BeoWine | février          |
| 8  | Salon international d'horticulture | mars             |
| 9  | Salon international des plantes médicinales et du miel ''dons de la nature''                                                                             | mars             |
| 10 | Salon de l'automobile de Belgrade | mars             |
| 11 | Motopešn | mars             |
| 12 | Salon international des véhicules commerciaux | avril            |
| 13 | Salon international de la construction | avril            |
| 14 | Foire de l'organisation civile de Belgrade | mai              |
| 15 | Foire de la technique et des réalisations techniques | mai              |
| 16 | Salon international de la protection et de la sécurité                                                                                                   | mai              |
| 17 | Dom expo Balkan | mai              |
| 18 | Salon du football | septembre        |
| 19 | Vorld sajber gejms | septembre        |
| 20 | Pektek ekspo Balkan | septembre        |
| 21 | Salon international de l'imprimerie et de l'industrie du papier                                                                                          | septembre        |
| 22 | Konbak ekspo Balkan | septembre        |
| 23 | Salon international du textile, du cuir et des produits dérivés                                                                                          | octobre          |
| 24 | Salon international des équipements et dispositifs pour l'industrie médicale et pharmaceutique, les équipements vétérinaires et de laboratoire           | octobre          |
| 25 | Salon international des enfants | octobre          |
| 26 | Foire internationale du livre | octobre          |
| 27 | Salon de l'apprentissage continu | octobre          |
| 28 | Salon international des équipements et des installations pour l'enseignement moderne                                                                     | octobre          |
| 29 | Salon international de l'information et des équipements de Bureau                                                                                        | octobre          |
| 30 | Salon de la propriété et de l'investissement | octobre          |
| 31 | Salon international des services bancaires, de l'équipement, des services, de l'assurance et de l'investissement                                         | octobre/novembre |
| 32 | Foire internationale du mobilier, de l'équipement de la décoration d'intérieur                                                                           | novembre         |
| 33 | Salon international des matériaux de production, des machines et des outils pour l'industrie du bois                                                     | novembre         |
| 34 | Salon international de la protection de l'environnement                                                                                                  | novembre         |
| 35 | Salon international de l'énergie | novembre         |
| 36 | Salon international de l'alimentation, de la boisson, et de l'agroalimentaire                                                                            | novembre         |
| 37 | Foire internationale des petites et moyennes entreprises                                                                                                 | novembre         |
| 38 | Ekspo Zim | décembre         |
| 39 | Foire Internationale du Nouvel An | décembre         |

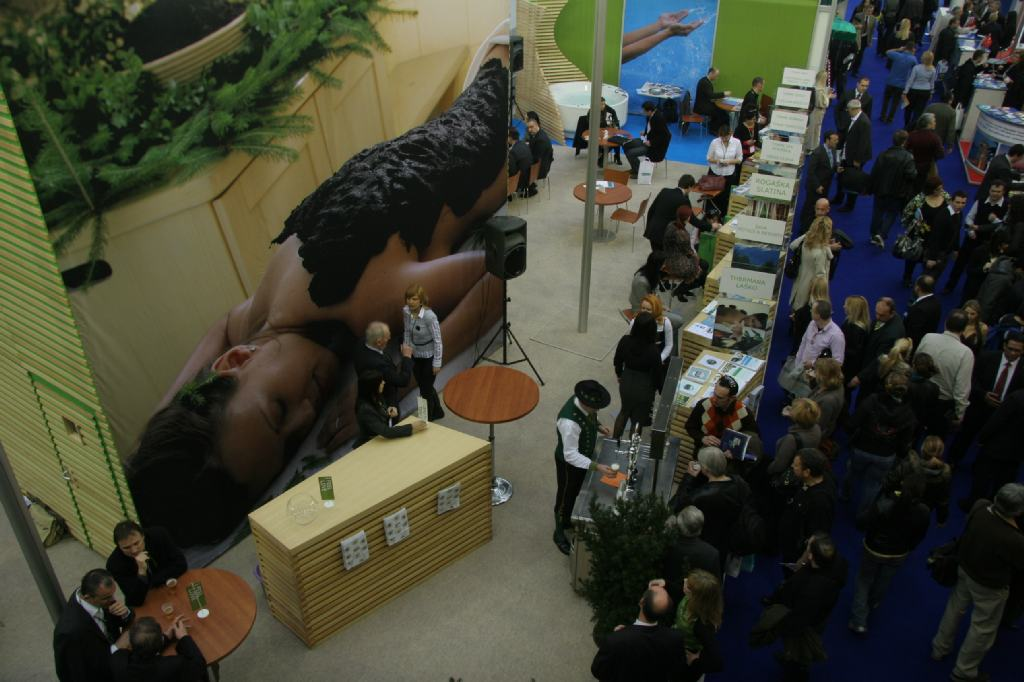
Le Salon international du tourisme 2010
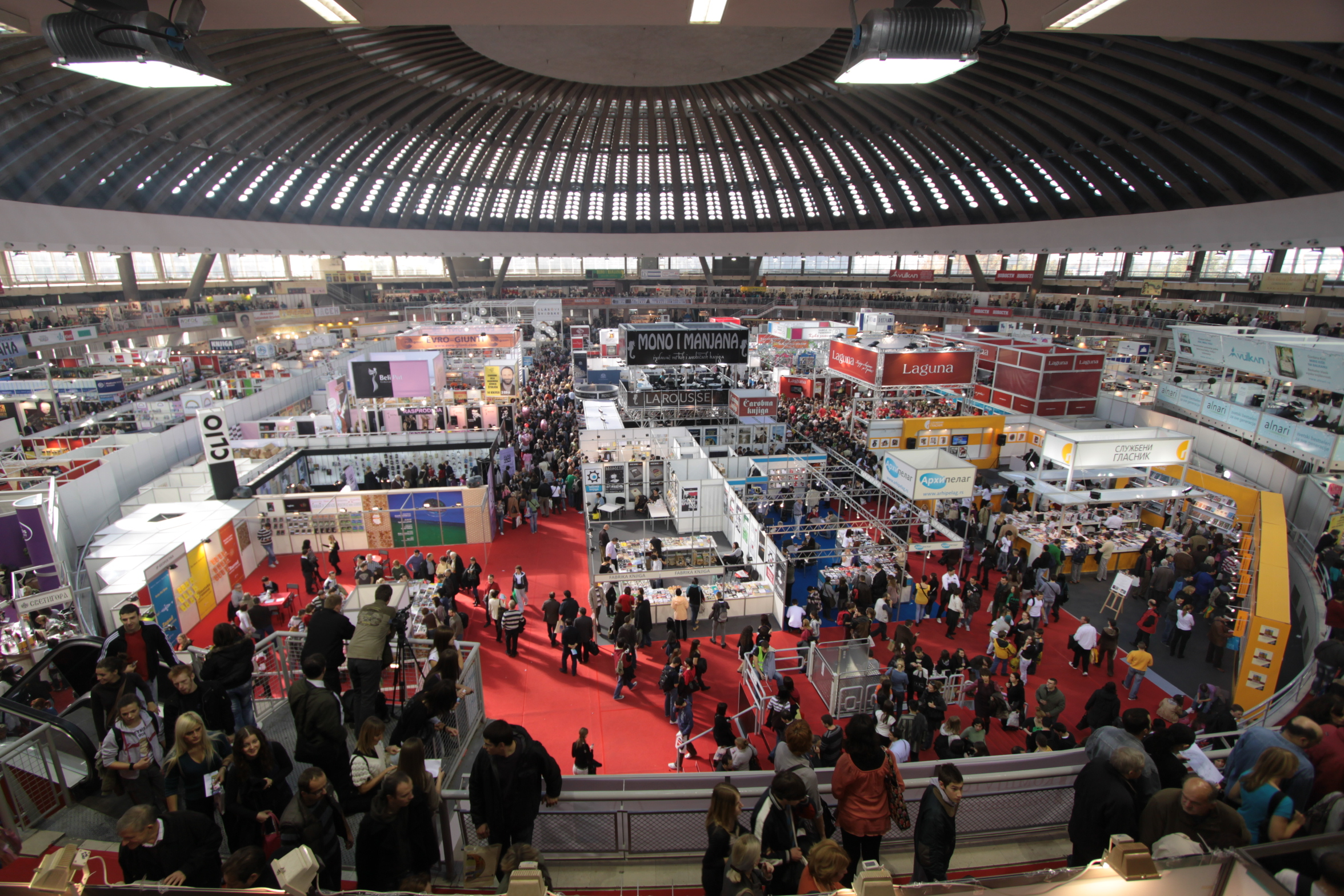
La foire internationale du livre de Belgrade, 2010